# Norival Cabral Ponce de León
Norival Cabral Ponce de León, (Rio de Janeiro, 28 de agosto de 1927 — São Paulo, 5 de junho de 1965) foi um futebolista brasileiro, que atuava como atacante.

## Carreira
Ponce de León começou como juvenil no Botafogo, e em 1947 subiu para o time principal, fazendo parte da campanha vitoriosa do Torneio Início do Campeonato Carioca daquele ano. 
Em 1948, foi jogar no São Paulo, onde ganhou os Campeonatos Paulista de 1948 (em que marcou dois gols no jogo do título) e 1949. A passagem pelo Canindé, quando também foi convocado para a seleção paulista, foi considerada pelo jornal O Estado de S. Paulo como "o auge de sua carreira". Defendeu o Tricolor de 1948 a 1951, disputou 109 jogos, fez 52 gols.
Chegou ao Palmeiras em 1951, estreando em  17 de junho na vitória de 3x1 sobre o Ypiranga-SP. Nesse ano conquistou a Copa Rio, jogando as duas partidas da final. Ao todo, fez 65 partidas pelo clube (35 vitórias, 12 empates e 18 derrotas) e marcou 28 gols.
Seguiu sua carreira com passagens por diversos times, mas sem o mesmo brilho de antes.
Doente, ficou algum tempo internado no Hospital Santa Cruz, onde morreria, aos 37 anos, em 1965. Seu corpo foi sepultado no Mausoléu do Atleta, no Cemitério São Paulo.

## Títulos
Botafogo
- Torneio Início do Campeonato Carioca: 1947

São Paulo
- Campeonato Paulista: 1948[3] e 1949

Palmeiras
- Copa Rio: 1951